# Poder das pontas
Poder das pontas é uma propriedade dos condutores de concentrar cargas elétricas em suas extremidades pontiagudas.
Quando uma carga é colocada em um condutor de formato não-esférico a superfície deste condutor (quando atingido o equilíbrio eletrostático) será uma superfície equipotencial, mas a densidade superficial de cargas e o campo elétrico nas proximidades do condutor vão variar de ponto a ponto. Se {\displaystyle \sigma } representa a densidade superficial de carga e {\displaystyle V} o potencial elétrico na superfície do condutor é possível mostrar que 
{\displaystyle \sigma ={\frac {\epsilon _{0}V}{R}}}
onde {\displaystyle \epsilon _{0}} é a permissividade elétrica do vácuo e {\displaystyle R}o raio da região considerada. Desta expressão, vê-se que, quanto menor o raio da região considerada, isto é, quanto mais pontiaguda for a região, maior será a densidade superficial de cargas. 